# Merochlorops impavidus
Merochlorops impavidus är en tvåvingeart som först beskrevs av Becker 1913.  Merochlorops impavidus ingår i släktet Merochlorops och familjen fritflugor. Inga underarter finns listade i Catalogue of Life.